# Petaluma
Petaluma är en stad (city) i Sonoma County i delstaten Kalifornien i USA. Enligt United States Census Bureau har staden en folkmängd på 58 453 invånare (2011) och en landarea på 37,2 km².